# شیموکیتایاما، نارا
شیموکیتایاما، نارا (به لاتین: Shimokitayama, Nara) یک منطقهٔ مسکونی در ژاپن است که در یوشینو واقع شده‌است. شیموکیتایاما ۱٬۲۴۳ نفر جمعیت دارد.